# Wojciech Szymańczyk
Wojciech Szymańczyk (* 19. Februar 1943 in Posen, Deutsches Reich; † 22. November 1996 ebenda) war ein polnischer Bogenschütze.
Szymańczyk, der für Surmy Poznań startete, nahm an den Olympischen Spielen 1976 in Montréal teil und belegte den 22. Platz. Er war oftmaliger polnischer Meister.